# Condado de Sallent
El condado de Sallent es un título nobiliario español creado el 26 de febrero de 1628 por el rey Felipe IV a favor de Francisco Soler de Marrades y Gamir, señor de Sallent y caballero de la Orden de Santiago.

## Historia de los condes de Sallent
- Francisco Soler de Marrades y Gamir, I conde de Sallent.[1] Era hijo de Francisco Marrades, IV barón de Sallent, y de Francisca Gamir (m. 1631)[2] y sobrino de Baltasar de Marradas y Vich.[3]

Casó con Felipa Boil y de Boil. Sucedió su hijo:
- Bartolomé Marrades Boil (m. Viena, 1670), II conde de Sallent,[4] vicemayordomo de la emperatriz Leonor Gonzaga.

Casó con María Cecilia von Trautson, dama de la corte imperial de Viena. Sucedió su hijo:
- Juan Luis Soler de Marrades, III conde de Sallent.

Casó, alrededor de 1678, con Luisa Teresa Cernesio y Guzmán, quien, en su testamento, menciona a su hermano, el conde de Parcent, y a su hermana, la marquesa de la Scala. Sucedió su hijo:
- Baltasar Soler de Marrades Vique (n. Valencia) , IV conde de Sallent y caballero de la Orden de Alcántara.[7]

Casó con Rosa Silva y Pimentel, baronesa de Peramola. Sucedió:
- José Vicente Belvís de Moncada y Exarch de Belvís (Valencia, 17 de noviembre de 1697-Madrid, 6 de marzo de 1753), V conde de Sallent,[8] XVI barón y I marqués de Bélgida,[9] VII marqués de Villamayor de las Ibernias, V marqués de Benavites,[10] IX conde de Villardompardo, V conde de Villamonte[10] y VII barón de La Joyosa y de Marrau.[9] Era hijo de Francisco Belvis Escrivá y Moncada y de Francisca María Exarch de Belvís y Pacheco de Córdoba, casados el 4 de febrero de 1680 en Valencia, VI marquesa de Villamayor de las Ibernias, IV condesa de Villamonte, VIII condesa de Villardompardo, IV marquesa de Benavites, señora de las villas baronías y lugares de Puig, Ribarroja, etc.,[11] hija de Manuel Exarch de Belvís y Melo de Ferreira, III marqués de Benavites, III conde de Villamonte, V barón de Joyosa, de Marrau, y de Juana Teresa Pacheco de Córdoba Bocanegra y Torres de Portugal, hija de Carlos Pacheco de Córdoba Bocanegra y Colón de la Cueva, II marqués de Villamayor de las Ibernias, y de su tercera esposa, Juana María Suárez de Mendoza y de la Cerda, IV condesa de Villardompardo y X condesa de Coruña.[10]

Casó, en Madrid el 13 de octubre de 1717, con Catalina (Olalla Eulalia) Ibáñez de Segovia y Fernández de Velasco,  hija de José Antonio Ibáñez de Segovia y Mendoza (1657-1730), X marqués de Mondéjar, grande de España, XII conde de Tendilla, X marqués de Vallhermoso de Tajuña, V marqués de Agrópoli, y de María Victoria de Velasco y Carvajal. Le sucedió su hijo:
- Pascual Benito Belvís de Moncada y Pizarro (Valencia, 21 de junio de 1727-Madrid, 23 de julio de 1781), VI conde de Sallent,[15] II marqués de Bélgida,[15] VIII marqués de Villamayor de las Ibernias, VI marqués de Benavites, X conde de Villardompardo, VI conde de Villamonte, conde del Sacro Romano Imperio, de Marrades, desde septiembre de 1779, XIV marqués de Mondéjar, grande de España,[16] —como sucesor de su tío materno, Marcos Ignacio López de Mendoza e Ibáñez de Segovia—, IX marqués de Agrópoli,[13] XIV marqués de Vallhermoso de Tajuña y conde de Tendilla.[17] Fue gentilhombre de cámara con ejercicio, maestrante de Valencia, caballero de la Orden de Carlos III y de la Orden del Toisón de Oro.[18]

Casó, en Madrid el 17 de febrero de 1754, con Florencia Pizarro Piccolomini de Aragón y Herrera (1727-1794), III marquesa de San Juan de Piedras Albas, grande de España, VII marquesa de Adeje, V marquesa de Orellana la Vieja, XII condesa de la Gomera, hija de Juan de la Cruz Pizarro Piccolomini de Aragón y de su esposa Juana Josefa de Herrera Ayala y Llarena, y viuda de su primer matrimonio con su tío Antonio de Herrera y Ayala, V marqués de Adeje. Le sucedió su hijo:
- Juan de la Cruz Belvís de Moncada y Pizarro (Madrid, 1 de diciembre de 1756-Madrid, 20 de octubre de 1835),[21] VII conde de Sallent,[22] III marqués de Bélgida,[23] VII marqués de Benavites, IX marqués de Villamayor de las Ibernias, IV marqués de San Juan de Piedras Albas[20] XV marqués de Mondéjar, dos veces grande de España,[16] marqués de Vallhermoso de Tajuña, VIII marqués de Adeje, X marqués de Agrópoli, marqués de Orellana la Vieja, VI conde de Villamonte, XI conde de Villardompardo, XII conde de la Gomera, XIII conde de Tendilla, conde del Sacro Romano Imperio, etc.[24] Fue también alférez mayor perpetuo de la ciudad de Jaén, alcaide de la Alhambra, caballero de la Orden del Toisón de Oro, de la Orden de Carlos III, gentilhombre de cámara, mayordomo mayor de palacio, sumiller de corps, caballerizo, menino, ballestero y montero mayor del rey Carlos IV y maestrante de Valencia.[22]

Contrajo matrimonio, en Madrid el 4 de abril de 1774, con María de la Encarnación Álvarez de Toledo y Gonzaga, dama de la reina y de la Orden de las Damas Nobles de la Reina María Luisa, hija de Antonio Álvarez de Toledo y Osorio, X marqués de Villafrancadel Bierzo, y de su segunda esposa María Antonia Gonzaga y Caracciolo. Le sucedió su hijo:
- Antonio Ciriaco Belvís de Moncada y Álvarez de Toledo (Madrid, 8 de agosto de 1775-Madrid, 10 de agosto de 1842), VIII conde de Sallent,[22] IV marqués de Bélgida,[25] X marqués de Villamayor de las Ibernias,[22] XI marqués de Agrópolis,[26] V marqués de San Juan de Piedras Albas,[20] XVI marqués de Mondéjar,[16] dos veces grande de España, IX marqués de Adeje, VII marqués de Orellana la Vieja, VIII marqués de Benavites, XIX conde de Tendilla, XII conde de Villardompardo, XIII conde de la Gomera, VIII conde de Villamonte, XVI conde de Coruña, vizconde de Torija, conde del Sacro Romano Imperio, etc.[27]

Casó, en Madrid el 16 de enero de 1799, con María Benita de los Dolores Palafox y Portocarrero (1782-1864), hija de Felipe Palafox y Croy y de María Francisca de Sales Portocarrero, VI condesa de Montijo. Sucedió su nieto, hijo de María Josefa Simona de Rojas Belvís de Moncada y Portocarrero Palafox, V marquesa de Valhermoso de Tajuña y V marquesa de Bélgida, y de José María Álvarez de las Asturias Bohorques y Chacón:
- José Álvarez de las Asturias Bohorques y Belvís de Moncada (Madrid, 1822-Madrid, 15 de febrero de 1852), IX conde de Sallent,[29] VI marqués de Bélgida,[29] XI marqués de Villamayor de las Ibernias, XIX marqués de Vallhermoso de Tajuña,[30] XVII marqués de Mondéjar, grande de España,[16] XIX conde de Tendilla, X marqués de Adeje, XII marqués de Agrópoli,[30] XIII conde de Villardompardo, XV conde de la Gomera.[29]

Contrajo matrimonio, en Madrid el 8 de junio de 1843, con su prima hermana Luisa Álvarez de las Asturias Bohorques y Giráldez.
- María del Carmen Álvarez de Bohorques y Álvarez de Bohorques (Madrid, 9 de abril de 1850-Madrid, 9 de noviembre de 1931), X condesa de Sallent,[31] marquesa de Villamonte y XI marquiesa de Mondéjar, grande de España.[31]

Casó, en Madrid, el 2 de abril de 1877, con José Cotoner y Allendesalazar (1848-1927). Le sucedió su nieto, hijo de  María Luisa Cotoner y Álvarez de las Asturias Bohorques (1879-1948),  XI marquesa de Adeje, VIII marquesa de Bélgida, XIII marquesa de Villamayor de las Ibernias, IX marquesa de Orellana la Vieja, XVI condesa de Villardompardo., casada con su primo hermano José Fernando Cotoner y de Veri (1872-1955), VIII marqués de Ariañy:
- Fernando Cotoner y Cotoner (Madrid, 28 de noviembre de 1908-¿?), XI conde de Sallent.[33][34]

Soltero, sin descendencia, sucedió, en 1999, su sobrino, hijo de Nicolás Cotoner y Cotoner y María de la Trinidad Martos y Zabálburu.
- Íñigo Cotoner y Martos (Madrid, 13 de noviembre de 1943-Santiago de Cuba, 29 de septiembre de 1988), XII conde de Sallent,[36][37] XV marqués de Villamayor de las Ibernias, conde de Tendilla, XX marqués de Mondéjar, grande de España y caballero de la Orden de Malta.

Casó en primeras nupcias, el 21 de septiembre de 1968, con Carmen Vidal Enseñat (m. Santiago de Cuba, 1988). Contrajo un segundo matrimonio, en Madrid, el 13 de mayo de 1998, con María Vega-Penichet López (n. La Habana, 20 de marzo de 1952). Sucedió su hija del primer matrimonio en 2004, por distribución:
- Marina Cotoner y Vidal (n. Madrid, 8 de julio de 1972, XIII condesa de Sallent.[36][38]